# Miklós leszboszi uralkodó
Miklós (megh. 1462.) Leszbosz hatodik és egyben utolsó uralkodója, a Gattilusi-dinasztia tagja.
I. Teodór leszboszi uralkodó és Orietta Doria legfiatalabb fia volt.
Dominik nevű bátyja vette át Leszbosz irányítását apjuktól 1455-ben és Miklós Lemnosz szigetének élére állította. Miklós viszont azon mesterkedett, hogy megkaparintsa a hatalmat, a lemnosziakat fellázította Dominik ellen, az egyre ellenségesebb törökök előtt is igyekezett helyzetét aláásni és szigetén is önállóan törekedett kormányozni, ennek köszönhetően az oszmán flotta gyorsan elfoglalta Lemnoszt 1456-ban. Miklós ekkor hűséget is fogadott II. Mehmed szultánnak.
Alighogy elhárítottak pápai segítséggel egy török inváziót Leszbosznál, röviddel a harcok után Miklós elfogta bátyját azzal vádolva, hogy a törökök szövetségese. Dominikot börtönbe vetette, ahol nem sokkal később megfojtotta. Mehmeddel le is paktált, katalán kalózokat fogadott zsoldjába, hogy azok raboljanak, s a zsákmányt felosztotta volna a szultánnal, holott bátyja és elődei kötelezték magukat más országok előtt, hogy tiltani és büntetni foglyák a kalóztevékenységet. A katalánok azonban török célpontok ellen intéztek támadásokat Anatóliában, ahol foglyokat is ejtettek és rabszolgapiacokon értékesítettek. Mivel Mehmed birodalmát érte a támadás, ez szolgáltatott számára kellő ürügyet, hogy Leszboszt lerohanja.
1462-ben Konstantinápolyból Aszoszba vezényeltek egy janicsár különítményt és szeptember 1-jén összeállt a flotta is Mahmud pasa parancsnoksága alatt. Miklós fegyveres erői 5000 embert tettek ki (olaszok, görögök, katalánok), amelyek a székhelyt, Mitilínit védték a polgári lakossággal. A törökök a szigetet feldúlták, ám Miklóst ez nem félemlítette meg, sőt nagyon elbizakodottan úgy gondolta képes lesz ellenállni az oszmánoknak. A négy napig tartó harcokban nem sikerült megtörni védőket. Ekkor Mehmed hat nehézágyúval lövetni kezdte Mitilínit, majd miután a falakat jelentősrészt ledöntötték, a janicsárok be tudtak nyomulni a váron belülre, ahonnan a védőket kiszorították. Miklós, hogy elkerülje a teljes megsemmisítést, kapitulált és a többi sziget is megnyitotta kapuit az oszmán flotta előtt. Az invázió megvalósítása kevesebb mint egy hónapot vett igénybe a törököknek.
Miklóst és családját megalázó fogságba hurcolták Konstantinápolyba több száz szigetlakóval egyetemben. Miklós kényszerből áttért az iszlám hitre. Testvérét, Máriát, Sándor trapezunti társcsászár özvegyét, aki állítólag kivételes szépségű volt, a szultán háremébe vitték. Miklós Sándor nevű fiát lefejezték. Megaláztatásának tetejében Miklósnak élete hátralévő idejében a szultán jobb oldalán kellett ülnie folyton, akárcsak egy kutyának. Rövidesen megfojtották.
Miklóssal véget ért a Gattilusiak több mint egyévszázados kora Leszboszon és követte az Oszmán Birodalom kerek négyszázötven esztendeig tartó uralma.